# Fabriciana klinzigi
Fabriciana klinzigi är en fjärilsart som beskrevs av Eugen V. Niculescu 1961. Fabriciana klinzigi ingår i släktet Fabriciana och familjen praktfjärilar. Inga underarter finns listade i Catalogue of Life.